# Berniniella grandis
Berniniella grandis är en kvalsterart som beskrevs av Gordeeva 1991. Berniniella grandis ingår i släktet Berniniella och familjen Oppiidae. Inga underarter finns listade.